# Дом Любимовых-Рязанцевых
Дом Любимовых-Рязанцевых — особняк в историческом центре Перми. Название получил по имени владельцев здания в разные годы — купцов Любимовых и Рязанцевых. В настоящее время известен как «Дом журналиста имени Аркадия Гайдара». Расположен на улице Сибирская, 8.

## История
В 1870-е годы в квартале на углу Пермской и Сибирской улиц купцу Ивану Ивановичу Любимову принадлежал двухэтажный каменный дом с цокольным этажом. Этот дом Любимов сдавал в аренду фотографу Морицу Гейнриху. В 1877 году от Гейнриха поступила заявка в Городскую думу: «При сём имею честь представить проект с копией на постройку вновь временной стеклянной фотографической галереи и парадного крыльца к арендованному мною каменному двухэтажному дому, принадлежащему потомственному почётному гражданину Ивану Ивановичу Любимову (…) на углу улицы Пермской и Сибирского проулка, покорнейше прошу городскую управу проект рассмотреть, утвердить и выдать мне для руководства при производстве работ».
Дом перекупил подрядчик на строительстве железных дорог Драгунов. Он значительно перестроил его, объединил с ранее стоявшим каменным флигелем и с ещё одним построенным им трёхэтажным зданием по Сибирской улице. В 1880 году строительство железной дороги около Перми закончилось и Драгунов продал в числе прочих своих домов и этот.
Дом перекупили купцы Рязанцевы. В 1881 году на втором этаже здания открылась Александровская женская четырёхклассная прогимназия — до 1887 года она переехала. В 1889—1890 годах освободившееся место занимало потребительское общество служащих при правительственных учреждениях, а в 1900-х годах — Пермское управление земледелия и государственного имущества. С 1916 года, после открытия в Перми отделения Петроградского университета, на втором этаже здания временно располагалась библиотека университета.
Первые этажи здания с 1881 года сдавались в аренду под магазины. В разные годы там находились посудо-ламповая лавка купца Ивана Афанасьевича Осипова, магазин Вилесовых, где продавались технические, механические, электрические, скобяные товары, а также обои, лаки, краски, олифа, стекло, специальный полотняный магазин торгового дома «Фёдор Круглов и К», редакция газеты «Пермский вестник» и магазин бумажных товаров Саввы Морозова. Во дворе находился его склад ниток.
В 1918 году дом был реквизирован и помещения там заняли губернский земский отдел, государственная типография и фабрика по производству масляных красок. С 1920—1921 годов в здании размещался губернский статистический комитет.
В 1923 году здесь было открыто советско-партийное издательство «Пермкнига». В 1923—1964 годах на третьем этаже здания размещалась редакция газеты «Звезда». В 1956—1974 годах здесь также находилось Пермское отделение Союза писателей СССР.

## Дом журналиста имени Аркадия Гайдара
В 1925—1927 годах в этом здании в редакции газеты «Звезда» работал писатель Аркадий Гайдар. 12 сентября 1951 года состоялось открытие мемориальной доски: «В этом здании в редакции газеты „Звезда“ в 1925—1927 годах работал писатель Аркадий Гайдар». Открытие было приурочено к 10-летию гибели писателя-журналиста на войне.
18 января 1958 года на втором этаже открылся Дом журналиста или Пермская краевая организация союза журналистов России. При обсуждении организаторами вопроса об открытии Дома журналиста выяснилось, что на втором этаже проживала семья профессора, детского врача П. И. Пичугина. Однако областные и городские власти поддержали инициативу, а проживающие согласились сменить квартиру, после чего потребовалось всего пять месяцев для необходимого переустройства помещения.
19 февраля 1959 года состоялась учредительная конференция Пермского отделения Союза журналистов СССР.
16 июля 1962 года здесь был установлен бюст Гайдара, авторства супругов С. Ф. Колюпанов и Е. П. Плюснина.
10 января 1964 года областному Дому журналиста было присвоено имя А. П. Гайдара.

## Наши дни
В наши дни здесь находятся Департамент финансов администрации г. Перми и Управление по делам семьи и детства администрации г. Перми, а также рестораны «Тсуру» и «Casa Mia», кафе «Вкус странствий».
20 июля 2002 года потемневшую мемориальную доску, посвящённую Аркадию Гайдару, заменили новой доской, выполненной в стиле рельефной пластики, изготовленной пермским скульптором Р. Б. Исмагиловым. Открытие состоялось в присутствии писателей, журналистов и краеведов.